# Левые (Люксембург)
«Левые» (люкс. Déi Lénk, фр. La Gauche, нем. Die Linke) — социалистическое политическое объединение в Люксембурге.

## История и деятельность
Организация «Левые» была создана 30 января 1999 года как объединение Коммунистической партии Люксембурга, Революционной социалистической партии (люксембургская секция Четвертого интернационала) и организации «Новые левые». Также в объединении участвовали несколько активистов Люксембургской социалистической рабочей партии и других организаций. Одной из целей нового политического объединения было создание левой альтернативы традиционной социал-демократии.
Впервые «Левые» заявили о себе на всеобщих выборах 1999 года. Тогда они получили 3,3 % голосов и одно место в парламенте — Палате депутатов Люксембурга. Депутатом парламента стал лидер Компартии и один из тогдашних лидеров «Левых» Андрэ Гоффман. По итогам муниципальных выборов, проходивших в октябре 1999 года, организация получила 2 места в муниципальном совете города Эш и одно место — города Люксембург. В 2000 году Андрэ Хоффман, после выборов в Эш, занял пост вице-мэра города. Его место в парламенте Люксембурга занял Алоис Бисдорф, также представлявший Компартию. Затем в 2002 году в соответствии с уставом «Левых» место Бисдорфа в парламенте занял Серж Урбани.
На всеобщих выборах 2004 года «Левые» и Коммунистическая партия выставили отдельные списки. Фактически это был раскол, ставший итогом дискуссии внутри объединения. В итоге, обе организации не получили достаточного для прохождения в парламент количества голосов. За «Левых» проголосовал 1,9 % избирателей, за Компартию — 0,9 %. В 2007 году «Левые» обратились к Компартии выставить единый список на всеобщих выборах 2009 года, однако последняя отказались. На парламентских выборах 2009 года объединение получило 3,3 % голосов и 1 мандат из 60, на европейских — 3,4 % голосов и 0 мандатов. Депутатом люксембургского парламента вновь стал Андрэ Гоффман, ставший лидером «Левых» после выхода Компартии из коалиции.
На следующих парламентских выборах 2013 года, улучшив свой результат до 4,9 % голосов, провела 2 депутатов. На парламентских выборах 2018 года количество голосов возросло до почти 5,5% от общего числа голосов, но общее представительство в два депутата не изменилось.
Организация является членом Партии европейских левых. Также в 2000—2004 годах участвовала в работе Европейских антикапиталистических левых.